# Kanton Figeac-Ouest
Kanton Figeac-Ouest (francouzsky Canton de Figeac-Ouest) je francouzský kanton v departementu Lot v regionu Midi-Pyrénées. Tvoří ho 10 obcí.

## Obce kantonu
- Béduer
- Camboulit
- Camburat
- Capdenac
- Faycelles
- Figeac (západní část)
- Fons
- Fourmagnac
- Lissac-et-Mouret
- Planioles